# 水野弘貴
水野 弘貴（みずの ひろき、1981年10月8日 - ）は、日本の元ラグビー選手。

## プロフィール
- 京都府出身[1]。
- ポジションはウィング(WTB)、フルバック(FB)。
- 身長 170cm、体重 77kg
- 日本代表キャップは12。（2016年3月現在）
- 7人制日本代表に選出されたこともある[2]。

## 略歴
洛西ラグビースクール出身である。
2000年、東山高校卒業後、関東学院大学に入る。
2004年、関東学院大学卒業後、トヨタ自動車ヴェルブリッツに加入。同年9月19日に行われたトップリーグ第1節のワールドファイティングブル戦に先発出場で公式戦初出場を果たす。 
2014年2月23日に行われた第51回日本選手権2回戦の東芝戦でチームとして試合出場100キャップを達成した。
2017年、現役を引退した。

## 受賞歴
- 2004-05トップリーグ新人賞 ベストフィフティーン